# Paulina Goto (álbum)
Paulina Goto es el álbum debut de la cantante y actriz mexicana Paulina Goto, lanzado en México el 22 de junio de 2010.

## Sencillos

### Mío
«Mío», es el primer sencillo de Paulina Goto, lanzado  el 7 de junio de 2010 en los formatos de descarga digital y fiscal por iTunes México y MixUp. La canción es  pop, y el videoclip oficial fue lanzado en el julio de 2010.

### Vete Al Diablo
En enero de 2011, Goto anunció a través de Twitter que el segundo sencillo sería «Vete al Diablo». La fecha de lanzamiento para el sencillo nunca se le dio.

## Lista de canciones
| N.º   | Título                           | Duración |  |
| 1.    | «Yo Te Amo»                      | 3:39     |  |
| 2.    | «Mio»                            | 3:21     |  |
| 3.    | «Un Juego Para Ti»               | 3:37     |  |
| 4.    | «Vete al Diablo»                 | 3:24     |  |
| 5.    | «A Pesar del Tiempo»             | 3:02     |  |
| 6.    | «Estoy Por Llegar (Coming Home)» | 4:13     |  |
| 7.    | «Todo Por Ti»                    | 3:08     |  |
| 8.    | «Chispas De Cristal (Sparks)»    | 3:57     |  |
| 9.    | «Después de Tu Olvido»           | 3:38     |  |
| 10.   | «Donde Sale El Sol»              | 3:46     |  |
| 11.   | «Un Cuento de Hadas Real»        |          |  |
| 37:30 |                                  |          |  |

## Datos del disco
«Donde Sale El Sol» fue un tema inédito escrito por Dulce Maria, ex-intergante del RBD por su primer disco.